# هربرت جفرسون جونیور
هربرت جفرسون جونیور (انگلیسی: Herbert Jefferson, Jr.؛ زادهٔ ۲۸ سپتامبر ۱۹۴۶) یک هنرپیشه اهل ایالات متحده آمریکا است.

## بخشی از فیلمشناسی
از فیلم‌ها یا برنامه‌های تلویزیونی که وی در آن نقش داشته‌است می‌توان به آثار زیر اشاره کرد.
- آپولو ۱۳ (۱۹۹۵)